# Peel (fiume Canada)
Il Peel è un fiume del Canada, lungo circa 450 chilometri. Esso nasce sulle Ogilvie Mountains, nello Yukon, scorre prima verso ovest, poi verso nord ed infine, nei Territori del Nord-Ovest, confluisce nel fiume Mackenzie, poco prima che quest'ultimo si getti nel Mare di Beaufort. I maggiori affluenti del Peel, prima di immettervisi, scorrono da sud verso nord. Da ovest ad est sono i seguenti: l'Ogilvie, il Blackstone, l'Hart, il Wind, il Bonnet Plume e lo Snake.

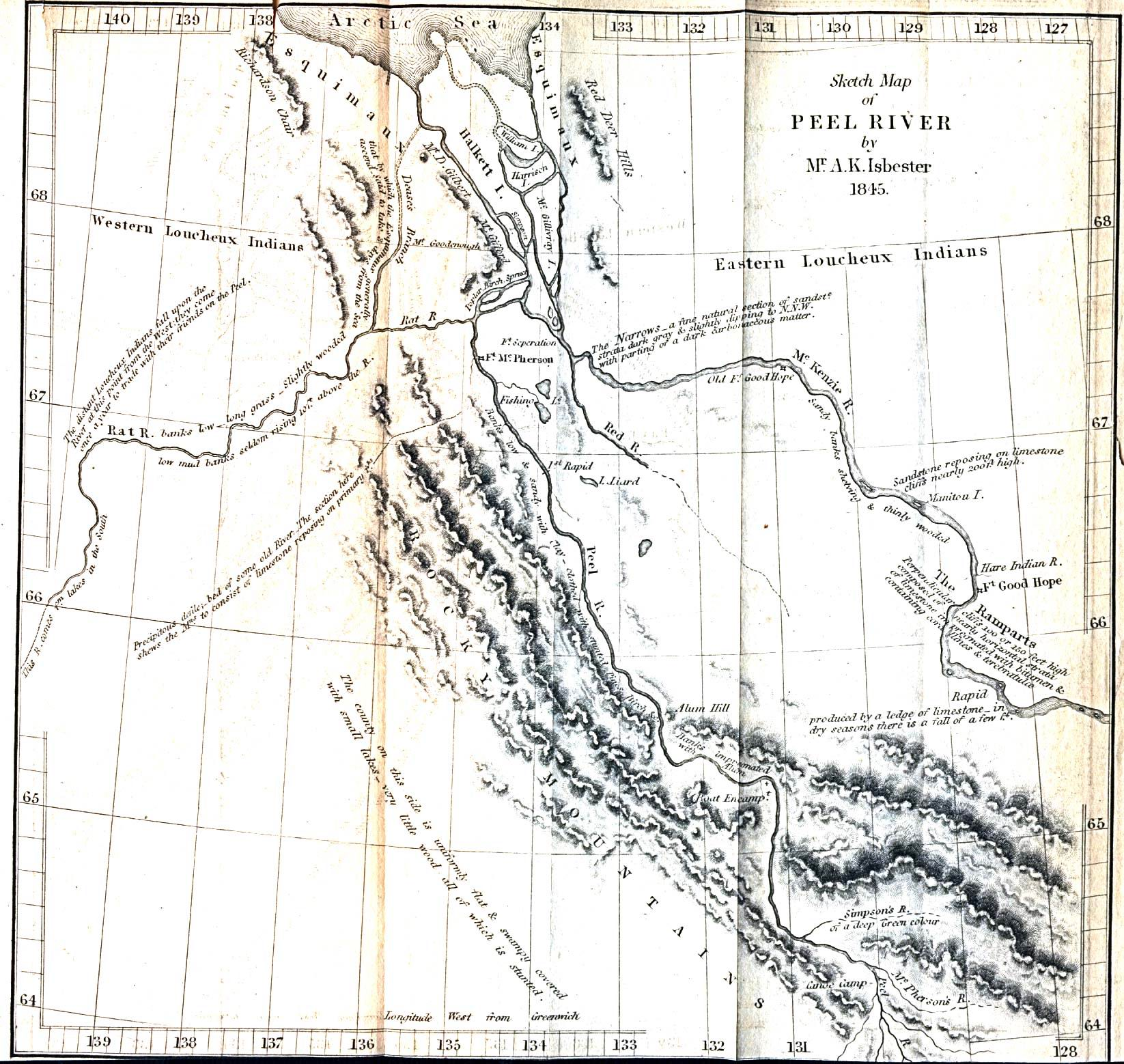
Il fiume in una mappa del 1845

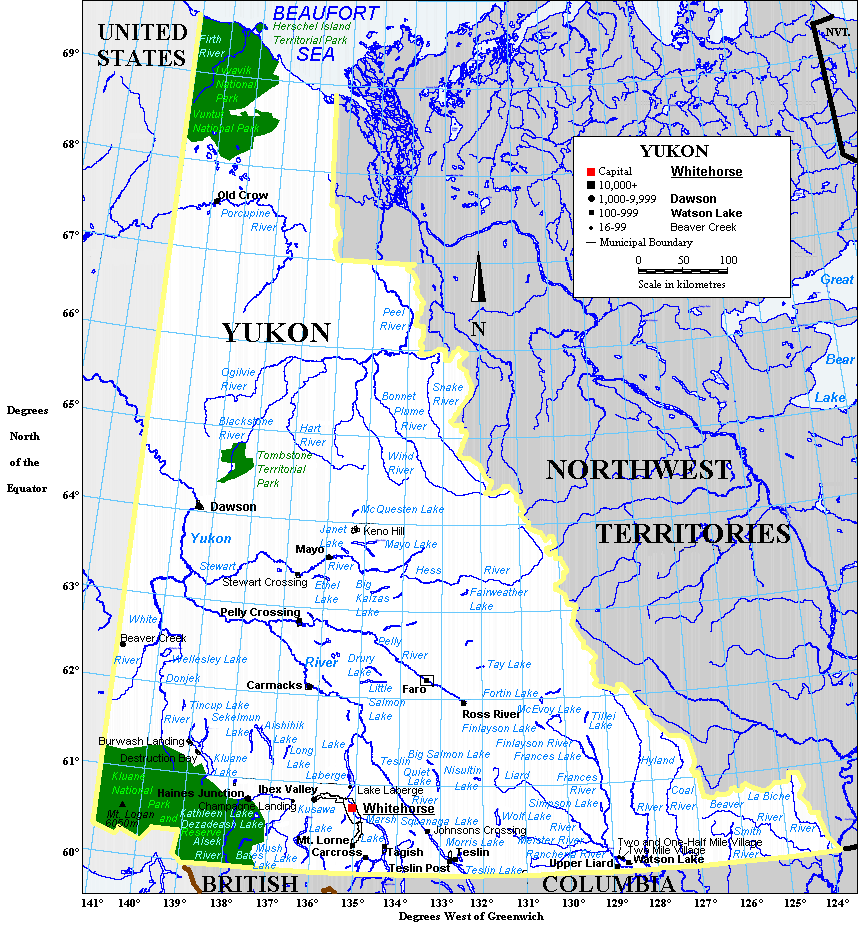
Mappa idrografica dello Yukon, il Peel con i suoi affluenti sono visibili in alto a destra